# برج مبارک الکبیر
برج مبارک الکبیر (به عربی: برج مبارک الکبیر) یک سازه (ساختمان) و آسمان‌خراش در کویت است که در کویت (شهر) واقع شده‌است.